# 惠柳第
惠柳第是加拿大安大略省多倫多的一個社區，位於北約克。它由三個郵政村發展而來：牛頓溪（Newtonbrook）、惠柳第（Willowdale）及蘭盛（Lansing）。
惠柳第初為一個郵政村（最初拼寫為Willow Dale），北至芬治路（Finch Avenue），南至榆林路（Elmwood Avenue），西至巴佛士街（Bathurst Street），東至灣景路（Bayview Avenue）。蘭盛郵政村的區域北至榆林路，南至401號公路，南至巴佛士街，東至灣景路。（灣景路以東是奧利和［Oriole］郵政村。）蘭盛及惠柳第的南北向中心線是央街。在蘭盛角（Lansing corner；央街夾雪柏路的路口西北角）的郵局關閉後，蘭盛郵政村停止存在。當一個新的郵局在惠柳第建成時，蘭盛（Lansing）與惠柳第郵政村合併為北約克鎮內的新郵政村惠柳第。
北約克城市中心位於央街夾帝后路（Empress Avenue）的路口，儘管其高層住宅和商業開發使其與惠柳第的其他大部分地區不同，其通常被認為是惠柳第乃至整個北約克的核心。惠柳第社區由單戶住宅、公寓聯排別墅及高層公寓塔組成。高密度開發僅限於央街沿線。

## 历史
惠柳第最初由雅各·金馬（Jacob Cummer，或作Kummer）定居，他於1797年從美國移民到加拿大。金馬是當河附近的一家磨坊老闆及央街一家錫匠店的老闆，也是一名自學成才的醫生及獸醫。金馬一直受到鄰居的高度尊重，他們稱該地區為「金馬的定居點」（Kummer's Settlement）。金馬路（Cummer Avenue）即以他的名字命名。
著名的土地測量師大衛·吉遜（David Gibson）是該社區的另一位領導者。像他的大多數鄰居一樣，吉遜參加了1837年失敗的上加拿大起義。因此，他被控叛逆罪，潛逃到美國，在那裏他找到了一份建造伊利運河的首席助理工程師的工作。

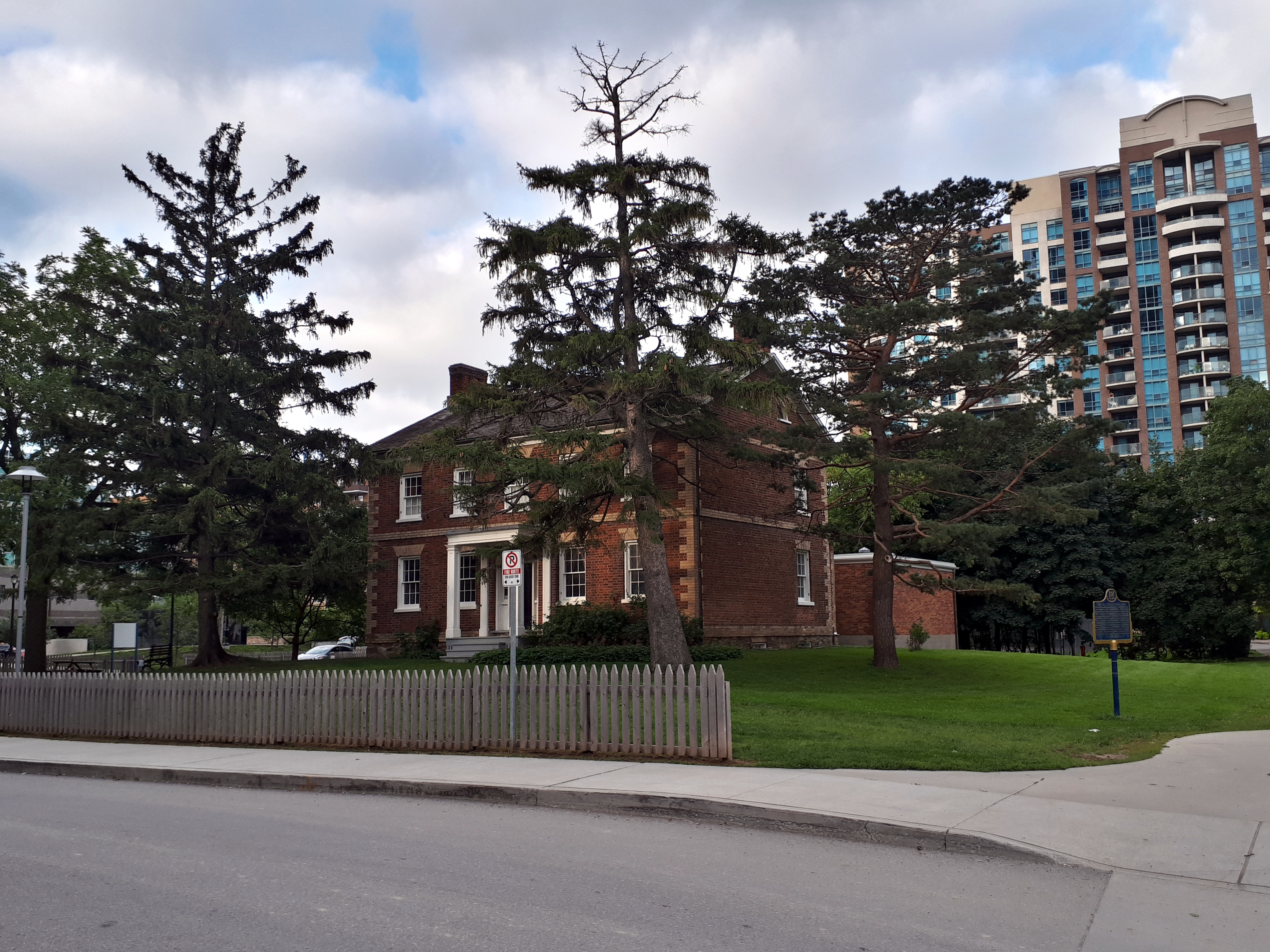
硤臣（Gibson）家族於1851年在惠柳第建造了硤臣府（Gibson House）。

1851年，在他參與叛亂的罪行獲得赦免後，硤臣回到了他在央街的農場。然後，他協助設立了惠柳第（Willow Dale）郵局，該郵局以曾經點綴該地區的數量繁多的柳樹命名。1920年代，當惠柳第的住宅區開始進行劃分時，吉遜家族的成員仍然住在吉遜府。吉遜府建於1851年，採用佐治時代Rival風格，現今仍位於央街5172號的原址，現在是一座歷史悠久的房屋博物館。
約克墳場（York Cemetery）於1948年啟用，位於該社區的西南部。多位著名人物被安葬在此處，包括俄羅斯女大公奧麗加·亞歷山德羅夫娜及Tim Horton。單戶住宅的建造日期由1910年至1950年代（一層及兩層的戰前房屋及適中的一層半戰後房屋）。

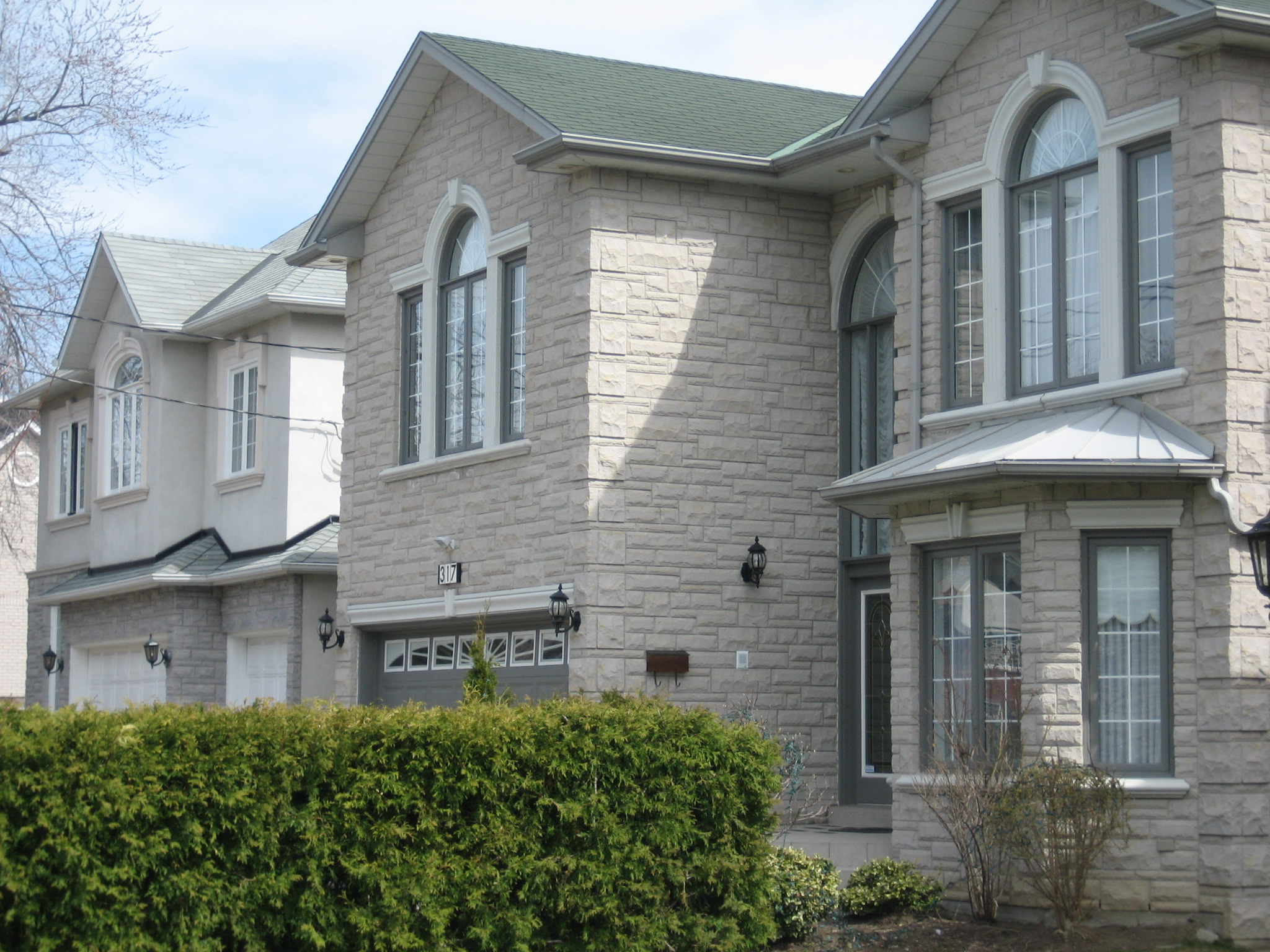
1990年代初期，社區出現了大型雙層豪宅。

由1990年代大規模開始，在最初由較小房屋佔用的地塊上建造了非常大的兩層豪宅。正是在這個街區，多倫多人首先使用了「怪獸屋」（monster homes）這個詞。
2018年，加拿大歷史上死亡最多的的撞車襲擊——多倫多廂型車襲擊事件——在惠柳第發生。

## 人口統計
惠柳第選區人口為118,800人，比2011年人口普查增長8.3%，惠柳第是一個族裔多元化的社區，截至2021年，70%的惠柳第居民是移民。惠柳第的主要族裔包括：华裔：22%，韩裔：9.35%，伊朗裔：8.77%。
雖然英語是社區31.4%的人口的母語，但其他擁有大量使用者的語言包括：中文（12.3%）、波斯語（11.1%）及韓語（8.9%）。
惠柳第的房屋數量為49,955，其中43%的房屋是在2001年至2016年間建造的。61%的居民是業主，39%是租客。61.2%的住宅是5層以上的公寓樓，24.5%是獨立式住宅。

## 教育

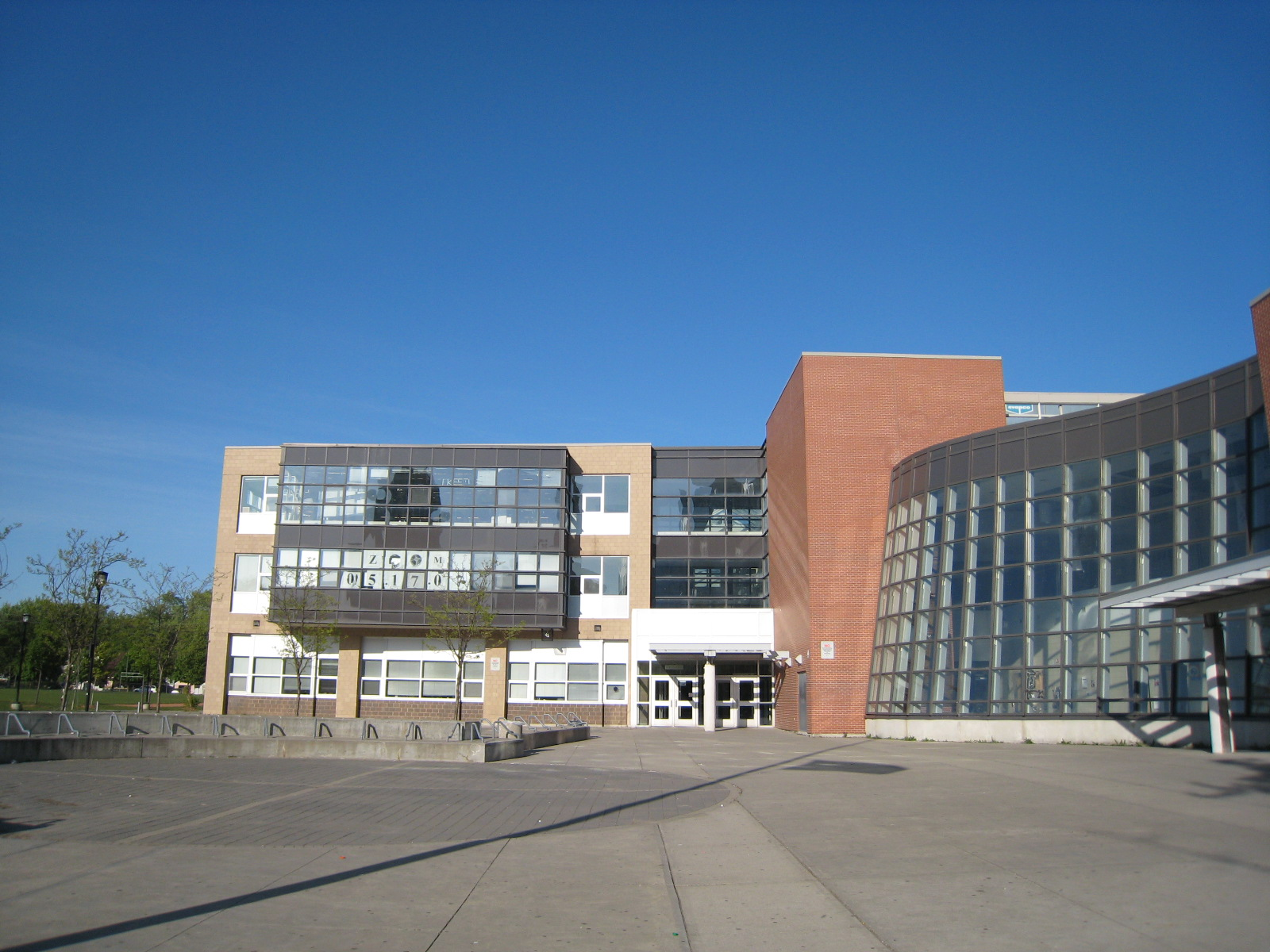
黑格伯爵中學（Earl Haig Secondary School）是一所位於惠柳第的公立中學。

兩個公校教育局在惠柳第運營學校，分別是多倫多天主教教育局（TCDSB）及世俗的多倫多公校教育局（TDSB）。TCDSB及TDSB的總部都位於該社區。
TCDSB和TDSB都在社區還營公立小學及初級中學。在社區提供初等教育的TCDSB及TDSB學校包括：
- 亞分杜公立學校（Avondale Public School） (TDSB)
- 邱吉爾公立學校（Churchill Public School） (TDSB)
- 卡特樞機藝術學校（Cardinal Carter Academy of Arts） (TCDSB)
- 屈臣藝術學校（Claude Watson School for the Arts） (TDSB)
- 芬治公立學校（Finch Public School） (TDSB)
- 荷李活公立學校（Hollywood Public School） (TDSB)
- 麥基公立學校（McKee Public School） (TDSB)
- 聖安多尼·達內爾天主教學校（St. Antoine Daniel Separate School） (TCDSB)
- 聖濟利祿天主教學校（St. Cyril Separate School） (TCDSB)
- 聖愛德華天主教學校（St. Edward Separate School） (TCDSB)
- 聖加俾額爾天主教學校（St. Gabriel Catholic School） (TCDSB)
- 惠柳第中級學校（Willowdale Middle School） (TDSB)
- 約維公立學校（Yorkview Public School） (TDSB)

TDSB在社區運營兩所中學，黑格伯爵中學（Earl Haig Secondary School）及德魯里中學（Drewry Secondary School）。TCDSB在社區運營一所專注於藝術的專業學校（7至12年級），即卡特樞機藝術學校（Cardinal Carter Academy of Arts），其他居住在惠柳第的TCDSB中學生就讀於鄰近社區的學校。法語公校局維亞蒙德公校局（Conseil scolaire Viamonde）及法語天主教公校局Conseil scolaire catholique MonAvenir也為惠柳第的居民提供教育。Monseigneur-de-Charbonnel是一所法語天主教學校（7至12年級），由位於德魯里路（Drewry Avenue）的Conseil Scholaire de District Catholique Centre Sud運營。其他法語學生可以就讀位於多倫多其他社區的CSCM/CSV學校。

## 康樂

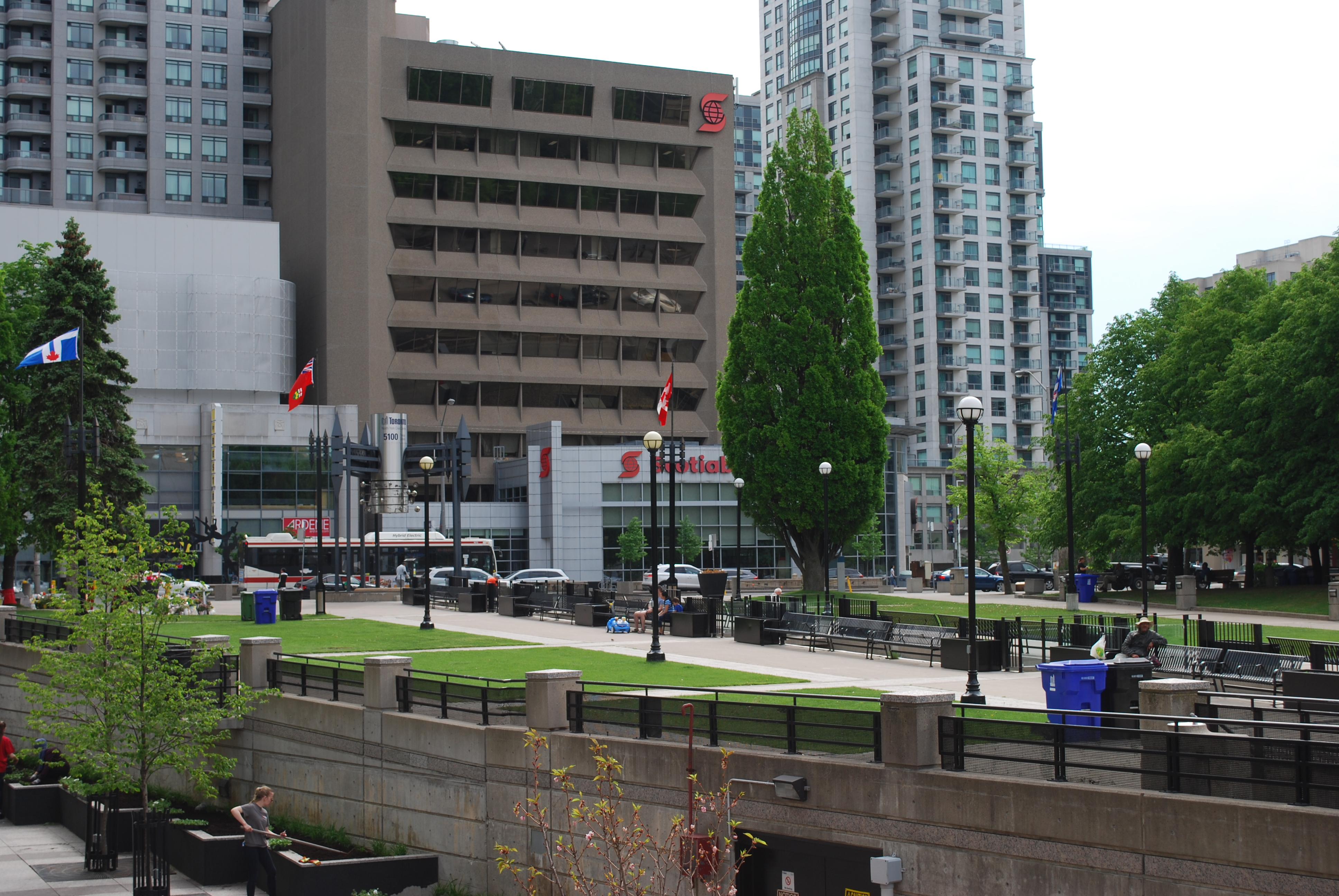
賴士民廣場是央街附近的一個公共廣場。

該社區擁有多座公園，包括巴佛士公園（Bathurst Park）、伊迪谷公園（Edithvale Park）、芬治路輸電走廊（Finch Avenue Hydro Corridor）及雪柏東公園（Sheppard East Park）。惠柳第的公園由多倫多公園、林務及康樂部（Toronto Parks, Forestry and Recreation Division）管理。除了市政公園，多倫多市政府還管理北約克中央圖書館（North York Central Library），這是多倫多公共圖書館的一個分館。賴士民廣場（Mel Lastman Square）位於央街，是一個舉辦許多活動的公共廣場。該廣場毗鄰市政府使用的北約克市政中心（North York Civic Centre）。多倫多藝術中心（Toronto Centre for the Arts）也在附近。
除了公共設施外，該社區還擁有帝后廣場（Empress Walk），這是一個公寓和零售綜合體，其中包括由Cineplex Entertainment運營的IMAX電影院。

## 運輸
社區有多條主要道路。央街是一條主要的南北道路，也是多倫多的主要商業大道。巴佛士街是該社區的西部邊界，而灣景路（Bayview Avenue）則是該社區的東部邊界。該社區的北部邊界是位於芬治路（Finch Avenue）以北的芬治路輸電走廊（Finch Avenue Hydro Corridor）。該社區的東南部以401號公路為界，這是一條穿過大多倫多地區（GTA）大部分地區的東西向高速公路。附近的其他主要道路包括東西向大道雪柏路（Sheppard Avenue）。

### 公共運輸

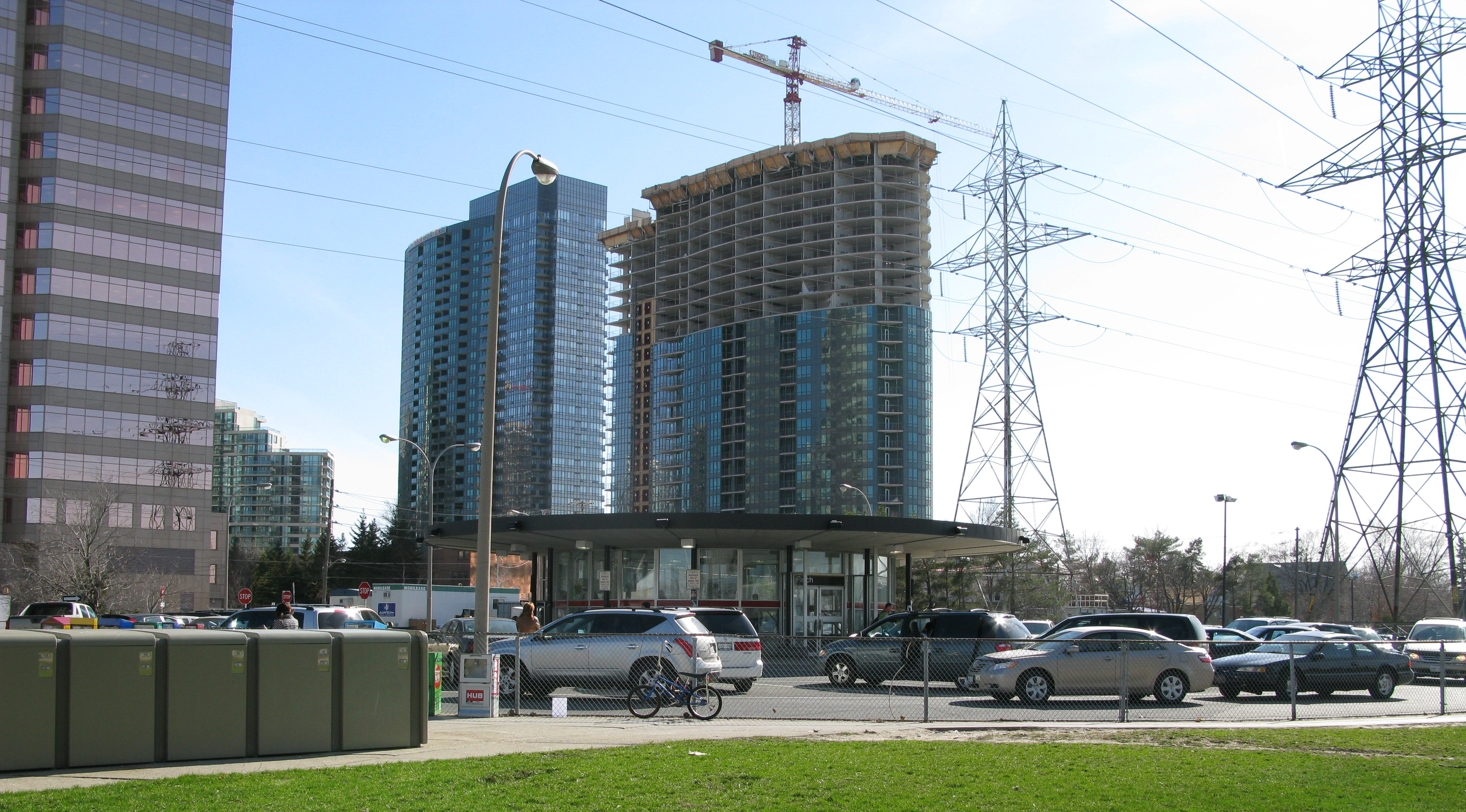
地鐵芬治站的泊車轉乘入口位於惠柳第的北部。

惠柳第的公共運輸服務由GO運輸、多倫多公車局（TTC）和約克區公車局（YRT）提供。TTC在社區運營多項運輸服務，例如多倫多地鐵。在惠柳第，有四個地鐵站，分別是灣景（Bayview）、芬治（Finch）、北約克中心（North York Centre）及雪柏-央街站。灣景站可通往4號地鐵線雪柏線，而芬治站及北約克中心站可通往1號地鐵線央街–大學線。雪柏-央街站是1號線及4號線的主要換乘站。
除了地鐵，TTC還在惠柳第運營巴士路線。TTC巴士可在地鐵站乘坐，巴士站遍布整個社區。除TTC外，GO運輸及約克區公車局（YRT）運營的巴士路線可在地鐵芬治站及雪柏-央街站乘搭。

## 著名人物
- Geddy Lee, bassist, keyboardist and lead singer of progressive rock band Rush
- Alex Lifeson, lead guitar player of progressive rock band Rush
- Joseph Boyden, author
- David Clayton-Thomas, singer for Blood, Sweat &amp; Tears
- Dream Warriors, hip hop group
- Frog Fagan, NASCAR Winston Cup Series driver
- Corey Haim, actor who starred in The Lost Boys
- Jimenez Lai, architect, lived on Cummer Avenue
- Henry Lau, singer, musician, and actor
- Howie Mandel, comedian, actor, television host, and voice actor
- Kirk McLean, ice hockey player
- Mark Napier, ice hockey player
- Lloyd Robertson, O.C., Chief News Anchor and Senior Editor of CTV Television Network's nightly newscast, CTV News with Lloyd Robertson
- Seymour Schulich, businessman and philanthropist
- Dick Shatto, Canadian Football League player
- Steve Shutt, ice hockey player
- Dean and Dan Caten, luxury fashion designers, founders of Italian fashion house DSQUARED2

## 外部連結
- . Atlas of Canada. Natural Resources Canada. 2006-02-06  [2009-01-08]. （原始内容存档于2009-01-22）.